# UFC Fight Night: Hernandez vs. Pereira
UFC Fight Night 245 (también conocido como UFC on ESPN +102) fue evento de artes marciales mixtas producido por Ultimate Fighting Championship que se llevó a cabo el 19 de octubre de 2024, en el UFC Apex, en Las Vegas, Nevada.

## Historia
Una pelea de peso mediano entre el ex-campeón de peso mediano de LFA Anthony Hernandez y Michel Pereira fue programada para encabezar el evento. La pareja estaba programado para llevarse a cabo en UFC 306, antes de ser trasladado a este evento.
En el pesaje, Joselyne Edwards pesó 139 libras, tres libras más que el límite de peso gallo para peleas sin título. Aún no se sabe si Vidal y la comisión aprobarán la pelea para que se celebre en peso pactado y, de ser así, qué parte de la bolsa de Edwards se perderá como penalización.

## Bonificaciones
Los siguientes peleadores recibieron bonificaciones de 50.000 dólares.
- Pelea de la Noche: Darren Elkins vs. Daniel Pineda
- Actuación de la Noche: Anthony Hernandez